# Aloe calcairophylla x haworthiodies
Aloe calcairophylla x haworthiodies é uma espécie de liliopsida do gênero Aloe, pertencente à família Asphodelaceae.